# Gokusen
Gokusen (ごくせん) és un manga de Kozueko Morimoto. La història tracta de Kumiko Yamaguchi, la neta d'un cap Yakuza i professora a un institut de només alumnes masculins. En 2008, un manga eixí, tractant sobre alguns ex-alumnes de Yankumi (Kumiko) que són ara adults assalariats.
En 2002, el manga fou adaptat a sèrie de televisió amb el paper protagonista de la mà de Yukie Nakama. Una segona sèrie fou produïda en 2005. Una adaptació animada va ser emesa a Nippon Television del 6 de gener del 2004 al 30 de març del 2004.
Un tercer temporada de la sèrie fou emesa al programa de 55è aniversari de Nippon Television en el 2008.
Un pel·lícula com a part del drama fou llançada als cinemes japonesos l'11 de juliol del 2009.